# Биг Бер Сити (Калифорнија)
Биг Бер Сити (енгл. Big Bear City) насељено је место без административног статуса у америчкој савезној држави Калифорнија.

## Демографија
По попису из 2010. године број становника је 12.304, што је 6.525 (112,9%) становника више него 2000. године.
| Група             | 2000.         | 2010.         |
| Белци             | 4.714 (81,6%) | 9.322 (75,8%) |
| Афроамериканци    | 36 (0,6%)     | 83 (0,7%)     |
| Азијати           | 26 (0,4%)     | 103 (0,8%)    |
| Хиспаноамериканци | 747 (12,9%)   | 2.323 (18,9%) |
| Укупно            | 5.779         | 12.304        |